# C-terminus
C-terminus eller C-terminal er betegnelsen for den ende af et protein eller peptid der afsluttes med en carboxylsyregruppe. Den modsatte ende kaldes N-terminus.
Ved nummerering af aminosyrerne i en polypeptidkæde tælles altid fra N-terminalen. Således får aminosyreresten ved C-terminalen det højeste nummer.
| Kemi | Spire Denne artikel om kemi er en spire som bør udbygges. Du er velkommen til at hjælpe Wikipedia ved at udvide den. |